# Hernán Siles Zuazo
Hernán Siles Zuazo (21 mars 1914, La Paz - 6 août 1996, Montevideo) est un homme d'État bolivien. Il est président à deux reprises, de 1956 à 1960 et de 1982 à 1985 et est également vice-président entre 1952 et 1956 sous la présidence de Víctor Paz Estenssoro. Il occupe aussi provisoirement le poste de président durant quelques jours en 1952.
Siles Zuazo joue un rôle important dans la démocratisation et dans la modernisation des institutions politiques boliviennes qui s'opèrent à partir de 1952. Ses velléités réformatrices sont toutefois freinées par la piètre situation économique qui caractérise la Bolivie à chaque fois qu'il prend le pouvoir.
Il est le fils de l'ancien président bolivien Hernando Siles Reyes et le demi-frère de Luis Adolfo Siles Salinas, également ex-président bolivien en 1969.

## Origines et jeunesse
Fils de l'ancien président Hernando Siles Reyes et d'Isabel Zuazo Cusicanqui, Hernán Siles Zuazo est né hors mariage et demeure élevé par sa mère.
Il sert dans l'armée bolivienne lors de la guerre du Chaco et complète ses études en droit à l'Université de San Andrés de La Paz lors de son retour de la guerre,.

## Débuts en politique

### Fondation du Mouvement nationaliste révolutionnaire
Le 7 juin 1941, Siles Zuazo fonde le Mouvement nationaliste révolutionnaire (Movimiento Nacionalista Revolucionario) (MNR) avec entre autres Víctor Paz Estenssoro et Wálter Guevara Arze qui sont également devenus présidents de la Bolivie.
Élu pour la première fois en mai 1942 comme député du département de La Paz, il en est venu à critiquer les actions parfois violentes et répressives du gouvernement réformateur de Gualberto Villarroel, un militaire qui avait pourtant bénéficié de l'assentiment du parti politique de Siles Zuazo pour accéder au pouvoir. Lors de la chute et de l'assassinat du président Villarroel, Siles Zuazo s'exile en Argentine jusqu'en 1949, année de sa réélection comme député. En raison du climat politique et social, son retour au pays ne peut s'effectuer et il doit s'exiler à nouveau. Durant leurs années d'exil, Siles Zuazo et d'autres acteurs principaux du MNR reconstruisent leur parti et s'affairent de planifier leur prise de pouvoir alors qu'une succession de gouvernements de tendance autoritaire et oligarchique dirigent le pays.

### Révolution bolivienne de 1952
Le Mouvement nationaliste révolutionnaire peut toutefois réellement envisager le pouvoir après sa victoire aux élections générales de 1951. En effet, y sont élus Paz Estenssoro et Siles Zuazo à titre de président et de vice-président respectivement. Toutefois, le pouvoir en place ne reconnaît pas les résultats et le président Mamerto Urriolagoitía remet le pouvoir entre les mains des forces armées alors dirigées par le commandant Hugo Ballivián.
Un an plus tard, le 9 avril 1952, face à cette réaction de l'armée, un coup d'État est fomenté par le général de police Antonio Seleme, Siles Zuazo et le chef minier Juan Lechin Oquendo (es). Soutenu par d'importantes protestations populaires contre le pouvoir en place, notamment de la part de travailleurs du secteur minier, ceci marquera le coup d'envoi de ce qui sera appelé plus tard la Révolution bolivienne de 1952.
Le MNR renverse le gouvernement Ballivián le 11 avril 1952, ce qui permet à Siles Zuazo de devenir président provisoire jusqu'au 16 avril 1952, moment du retour de Paz Estenssoro alors en exil. Ce jour-là, les résultats des élections de 1951 sont confirmés et Siles Zuazo devient vice-président.

## Vice-présidence de la République
Alors au pouvoir, le MNR peut mettre en œuvre les mesures visant à réformer certains pans de la politique et de la société bolivienne. S'échelonnant de 1952 à 1956, la présidence de Paz Estenssoro, avec Siles Zuazo comme vice-président, visera principalement ces fins. Durant cette période, d'importantes avancées sur les plans politique et social sont faites et modifieront le visage du pays, telles que la mise sur pied du vote universel, la mise en place d'élections démocratiques, la nationalisation d'entreprises minières et l'adoption d'une réforme agraire visant l'abolition d'un régime foncier féodal.
La constitution bolivienne de l'époque empêche un président de se présenter pour un deuxième mandat consécutif. Siles Zuazo se présente donc au poste de président pour le MNR aux élections de 1956 qu'il remporte sans difficulté.

## Première présidence (1956-1960)

Hernán Siles Zuazo en 1956.

La mise sur pied des réformes du gouvernement précédent engendre une crise économique caractérisée par une hausse de l'inflation poussant plusieurs Boliviens dans la pauvreté et par une production alimentaire et minérale en baisse. Siles Zuazo tente donc de pallier la situation en contractant des prêts du Fonds monétaire international (FMI) et en demandant l'aide des États-Unis. Un plan d'austérité a cependant été requis par le FMI pour l'approbation du prêt, ce qui s'est traduit par un fardeau supplémentaire pour les classes populaires et pauvres du pays.
Son plan de redressement économique est critiqué par plusieurs secteurs de la société civile, particulièrement ceux de la gauche, ceux l'ayant porté au pouvoir. En réaction aux grèves des travailleurs miniers, Siles Zuazo entame une grève de la faim pour les persuader de suspendre leurs actions. Cité par son biographe, Alfonso Crespo, le président affirme qu'il « est un chef d'État qui n'a jamais eu recours à la violence pour subvenir à ses besoins et qu'il ne peut compter sur d'autres forces que celles que les gens lui ont données et qu'il a servi toute sa vie ». Tout en maintenant leurs critiques à l'égard des mesures économiques prises par le président, les travailleurs miniers acceptent d'interrompre leur grève.
En mai 1960, de nouvelles élections générales sont organisées et sont remportées par Víctor Paz Estenssoro.

## Entre les présidences

### Dissensions et départ
Après la réélection de Paz Estenssoro, Siles Zuazo est nommé ambassadeur bolivien en Uruguay.
En 1964, des luttes internes déchirent le MNR lorsque Paz Estenssoro manifeste son intérêt pour se représenter comme président, Siles Zuazo, alors ambassadeur en Espagne, revient en Bolivie pour tenter de réconcilier en vain les membres du parti. Lors de la réélection de Paz Estenssoro, celui-ci l'envoie en exil, ce qui marqua la rupture définitive entre les deux têtes dirigeantes du parti.
Le climat politique en Bolivie entre 1964 et 1982 est caractérisé par une suite de coups d'état et de dictatures militaires. En 1969, Siles Zuazo rompt définitivement avec le MNR afin de créer son propre parti, le Mouvement nationaliste révolutionnaire de gauche (Movimiento Nacionalista Revolucionario de Izquierda) (MNRI). Alors que le MNR semble prendre un virage vers la droite, Siles Zuazo demeure campé à gauche. Le fossé entre lui et son ancien parti se creuse davantage lorsqu'il s'oppose au coup d'État mené par Hugo Banzer Suárez en 1971, contrairement à son ancien confrère politique, Víctor Paz Estenssoro.

### Retour au pouvoir difficile
Siles Zuazo se présente aux élections générales de 1978, 1979 et 1980 comme candidat présidentiel de l'Unité démocratique et populaire, une coalition qui regroupe plusieurs partis de gauche, dont le MNRI. Les élections de 1978 sont entachées d'importantes fraudes favorisant le président de facto sortant, Juan Pereda Asbún, et doivent donc être reprises.
Les élections de 1979, quant à elles, sont remportées de justesse par Siles Zuazo, sans toutefois qu'il obtienne la majorité absolue. Dans un tel cas, il revient au Congrès national (maintenant l'Assemblée législative plurinationale) de voter pour le président parmi les candidats ayant obtenu les meilleurs résultats. Par contre, celui-ci s'avère incapable après plusieurs votes de s'entendre sur un candidat final et choisit plutôt de nommer un président intérimaire et de reporter les élections à l'été 1980.
Aux élections de 1980, Siles Zuazo termine encore premier avec une avance confortable, sans toutefois obtenir la majorité absolue, mais un coup d'État survenu peu de temps après empêche le Congrès national de procéder au vote du président par scrutin indirect et contraint Siles Zuazo à l'exil.  

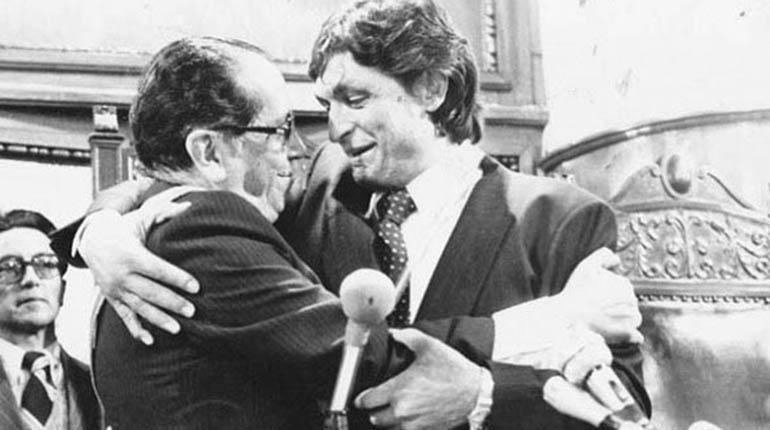
Siles Zuazo et son vice-président Jaime Paz Zamora en 1982.

### Confirmation des résultats électoraux de 1980
Devant l'opposition populaire de plus en plus grandissante et l'impasse économique dans laquelle elles se trouvent, l'armée et son pouvoir dictatorial abdiquent et acceptent d'entreprendre une transition vers la démocratie. Le gouvernement du président de facto Guido Vildoso Calderón choisit de ne pas convoquer de nouvelles élections et de considérer celles de 1980 comme valides. Le Congrès national, tel que constitué par les élections de 1980, peut procéder au vote du président par scrutin indirect le 5 octobre 1982 et choisit Siles Zuazo.

## Deuxième présidence (1982-1985)

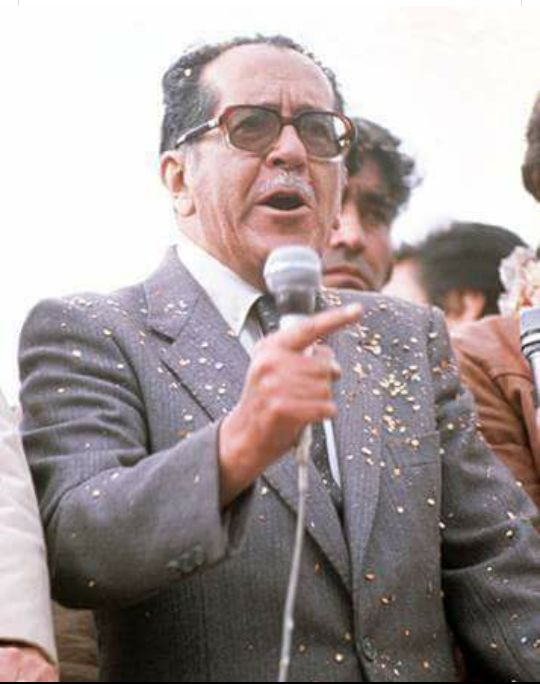
La prise de pouvoir de Siles Zuazo marque le retour de la démocratie après 16 ans de dictatures successives.

Lors de son retour au palais présidentiel en 1982, Hernán Siles Zuazo hérite d'un pays en piètre situation économique, sociale et politique, notamment due aux nombreux coups d'état et à l'instabilité qui ont marqué le paysage politique bolivien des quinze dernières années. L'économie bolivienne est alors au bord de l'effondrement, ce qui entraîne une hyperinflation de l'ordre de 23 000 % anéantissant le pouvoir d'achat des salariés.
Ne bénéficiant pas de la majorité parlementaire, Siles Zuazo se bute à l'opposition du Mouvement nationaliste révolutionnaire et de l'Action démocratique nationaliste qui empêchent toute mesure visant à sortir le pays de la crise.
Cette incapacité de remédier à la situation économique suscite notamment la colère des mouvements syndicaux. Pour éviter une guerre civile, Siles Zuazo démissionne avant la fin de son mandat et appelle à de nouvelles élections. Malgré un échec économique, son gouvernement réussit néanmoins à préserver la démocratie dans le pays.

## Après la politique
Après 1985, Siles Zuazo se retire de la vie publique, retourne en Uruguay, où il avait auparavant vécu en exil.
Le 6 août 1996, exactement onze ans après avoir quitté la présidence de la Bolivie, il meurt d'une embolie pulmonaire faisant suite à une longue maladie dans un hôpital de Montevideo. À cette occasion, le président Gonzalo Sánchez de Lozada déclare 30 jours de deuil national.